# Seznam zemětřesení v Japonsku

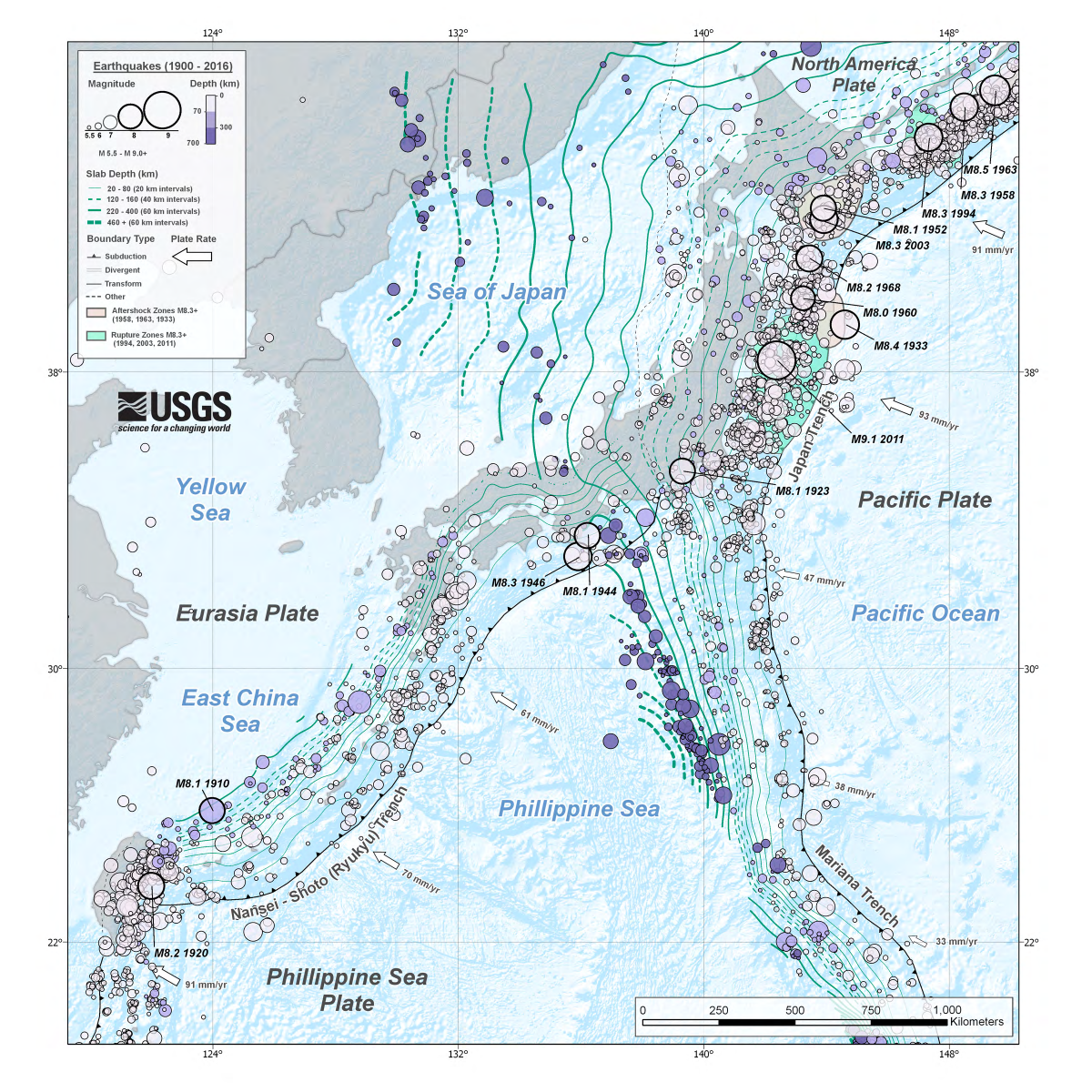
mapa otřesů v Japonsku

Japonsko se nachází na Ohnivém kruhu, a proto na jeho území často dochází k velmi silným otřesům. Zde je seznam těch nejsilnějších a nejsmrtelnějších zemětřesení v zaznamenané historii Japonska.

## 17. století a dříve

### 1611
2. prosince 1611 zasáhlo silné zemětřesení a vyvolaná tsunami region Tóhoku. Síla zemětřesení se odhaduje na 8,1. Při otřesu dohromady zemřelo až 5 000 lidí.

### 1614
26. listopadu 1614 zasáhlo prefekturu Niigata zemětřesení o síle kolem 7,7. Při otřesu zemřely stovky lidí.

## 1701 – 1800

### 1703
31. prosince 1703 zasáhlo oblast Tokia zemětřesení o síle 8 stupňů. Otřes vyvolal velkou tsunami, která zabila mnoho lidí. Celkem zemřelo nejméně 5 000 lidí, možná i 10 tisíc. Zemětřesení také zničilo kolem 20 tisíc budov.

### 1707
28. října 1707 zasáhlo region Kansai mohutné zemětřesení, které mělo sílu 8,7 a více. Do roku 2011 bylo nejsilnějším zemětřesením v historii Japonska. Při otřesu zemřelo více než 5 000 lidí.

### 1751
20. května 1751 zasáhlo východ Japonska zemětřesení o síle kolem 6,6. Otřes vyvolal vlnu tsunami, zničil tisíce domů, vážně poškodil kostel Takada v prefektuře Niigata a zabil přes 2 000 lidí.

### 1766
8. března 1766 zasáhlo severní část regionu Tóhoku zemětřesení o síle k 7 stupňům. Při otřesu zemřelo zhruba 1 300 až 1 700 lidí a byly zničeny tisíce budov.

### 1771
24. dubna 1771 zasáhlo ostrovy Rjúkjú zemětřesení o síle 7 stupňů, které vyvolalo velkou vlnu tsunami. Otřes a následnou tsunami nepřežilo zhruba 13 tisíc lidí.

### 1792
21. května 1792 zasáhlo jih Japonska zemětřesení o síle kolem 6,4. Otřes byl vyvolán vulkanickou aktivitou sopky Unzen. Samotné zemětřesení nezpůsobilo velké škody ani ztráty na životech, ale otřes vyvolal obří sesuv půdy, který spadl do moře a vyvolal tsunami, která zabila kolem 15 tisíc lidí. Poté bylo v blízké oblasti vystavěno mnoho monumentů, které katastrofu připomínají.

## 1801 – 1900

### 1828
18. prosince 1828 zasáhlo západní Japonsko zemětřesení o síle kolem 6,9. Při otřesu zemřelo více než 1 500 lidí a bylo poškozeno mnoho tisíců budov.

### 1847
8. května 1847 došlo v dnes zaniklé provincii Šinano k otřesu, který měl sílu kolem 7,3 a vyvolal mnoho sesuvů půdy, které poškodily nebo zničily mnoho domů. Při otřesu zemřely tisíce lidí.

### 1854
9. července 1854 zasáhlo region Kansai zemětřesení o síle zhruba 7 stupňů. Při otřesu zemřely stovky lidí.
23. prosince 1854 zasáhlo oblast Tókai a několik blízkých prefektur zemětřesení o síle 8 stupňů. Tsunami dosáhla výšky až 16 metrů. Zemětřesení a tsunami zabily nejméně 2 000 lidí.
24. prosince 1854 zasáhlo jih Japonska zemětřesení o síle 8 stupňů. Otřes vyvolal vlnu tsunami, která zabila zhruba 3 000 lidí a zničila až 15 tisíc domů. Samotné zemětřesení zničilo několik tisíc domů.

### 1855
11. listopadu 1855 zasáhlo východní Japonsko zemětřesení o síle kolem 7,0. Při otřesu bylo zničeno kolem 50 000 domů a zemřelo kolem 7000 lidí.

### 1858
9. dubna 1858 prefekturu Tojama a prefekturu Gifu zemětřesení o síle kolem 7,1. Při otřesu zahynuly stovky lidí.

### 1872
V březnu 1872 zasáhlo prefekturu Šimane zemětřesení o síle kolem 7,1. Zničeny nebo poškozeny byly tisíce domů a zabito více než 500 lidí.

### 1891
28. října 1891 zasáhlo několik provincií na západě Japonska zemětřesení o síle kolem 8,0. Při otřesu zemřelo kolem 7 000 lidí.

### 1894
22. října 1894 zasáhlo západ regionu Tóhoku zemětřesení o síle kolem 7,0. Při otřesu zemřely stovky lidí a bylo poškozeno nebo zničeno mnoho budov.

### 1896
15. června 1896 zasáhlo východní Japonsko mohutné zemětřesení o síle 8,5. Tsunami v Japonsku dosáhla výšky až 25 metrů a byla pozorována i v Severní Americe. V důsledku zemětřesení zemřelo zhruba 22 000 až 27 000 lidí.

## 1901 – 1950

### 1923
1. září 1923 zasáhlo východ ostrova Honšú doposud nejsmrtelnější zemětřesení v historii Japonska. Síla zemětřesení se odhaduje na 7,9 až 8,3. Různé zdroje uvádějí dobu trvání zemětřesení 4 až 10 minut. Vyvolaná tsunami dosáhla výšky až 13 metrů. Města Jokohama a Tokio byla téměř celá zničena. Jednou z příčin velkého rozsahu škod byly požáry, které oblast zasáhly. Podle většiny zdrojů při otřesu zemřelo 140 000 lidí (a více).

### 1925
23. května 1925 zasáhlo prefekturu Hjógo zemětřesení o síle kolem 6,8. Při otřesu zemřelo více než 400 lidí.

### 1927
7. března 1927 zasáhlo region Kansai zemětřesení o síle zhruba 7,0. Otřes zabil kolem 3 000 lidí a vyvolal vysokou tsunami.

### 1930
26. listopadu 1930 zasáhlo poloostrov Izu zemětřesení o síle kolem 7,3. Při otřesu zemřely stovky lidí.

### 1933
3. března 1933 zasáhlo oblast Tóhoku zemětřesení o síle 8,4. Vyvolaná tsunami měla výšku až 28 metrů. Při otřesu zemřeli tisíce lidí.

### 1943
10. září 1943 zasáhlo prefekturu Tottori zemětřesení o síle kolem 7,2 stupňů momentové stupnice. Při otřesu zemřelo více než 1 000 lidí. Přestože zemětřesení proběhlo během druhé světové války, informace o katastrofě byly překvapivě necenzurované.

### 1944
7. prosince 1944 zasáhlo oblast Tókai zemětřesení o síle 8,1. Při otřesu zemřelo více než 1 200 lidí a tisíce utrpěli zranění. Desetitisíce domů byly zničeny nebo poškozeny, některé z nich vyvolanou vlnou tsunami. Tsunami dosáhla na pobřeží Japonska výšky až 10 metrů. Byla tak vysoká, že byla pozorována i v Severní Americe.

### 1945
13. ledna 1945 zasáhlo část regionů Čúbu a Kansai zemětřesení o síle 6,8. Při otřesu zemřelo kolem 2 300 lidí.

### 1946
21. prosince 1946 zasáhlo ostrovy Šikoku a Honšú zemětřesení o síle 8,1. Zemětřesení zabilo kolem 1 400 lidí a zhruba 2 600 zranilo. Vyvolaná tsunami dosáhla až 6 metrů.

### 1948
28. června 1948 zasáhlo pobřeží prefektury Fukui zemětřesení o síle 6,8. Při otřesu zemřelo několik tisíc lidí a desetitisíce domů byly zničeny. Nejhůře zasaženými prefekturami byly Fukui a Išikawa.

## 1951 – 2000

### 1952
V březnu roku 1952 zasáhlo ostrov Hokkaidó zemětřesení, které mělo sílu 8,1. Otřes způsobil zničení více než 2 000 domů a smrt 33 lidí.

### 1964
16. června 1964 zasáhlo prefekturu Niigata zemětřesení o síle zhruba 7,5. Při otřesu zemřelo více než 30 lidí a více než 300 utrpělo zranění.

### 1968
16. května 1968 zasáhl ostrov Hokkaidó a prefekturu Aomori mohutný otřes, který měl sílu 8,2 a vyvolal 6 metrovou tsunami. Při otřesu zemřelo kolem 50 lidí a stovky dalších utrpěli zranění.

### 1978
12. června 1978 zasáhlo prefekturu Mijagi zemětřesení o síle 7,7. Blízko epicentra bylo možno pozorovat asi 60 cm vysokou vlnu tsunami. Otřes zabil zhruba 28 lidí a více než 1 000 zranil.

### 1983
26. května 1983 zasáhlo prefekturu Akita zemětřesení o síle 7,8. Při otřesu zemřelo více než 100 lidí a stovky dalších utrpěli zranění. Zemětřesení vyvolalo až 14 metrů vysokou tsunami, která zasáhla nejbližší pobřeží už 12 minut poté, co k otřesu došlo.

### 1993
12. července 1993 zasáhl jih ostrova Hokkaidó otřes o síle 7,7. Zemětřesení způsobilo smrt 230 lidí. Vyvolaná tsunami byla tak vysoká, že poničila i rybářské lodě v Jižní Koreji, která byla od epicentra vzdálená kolem 800 kilometrů.

### 1994
28. prosince 1994 došlo na východ od Japonska k otřesu o síle 7,7. Zemětřesení vyvolalo více než 50 cm vysokou tsunami. Při otřesu zahynuli 3 lidé.

### 1995
17. ledna 1995 zasáhlo město Kóbe na jihu Japonska zemětřesení, které mělo sílu 6,9. Při otřesu zemřelo kolem 6 000 lidí.

## 2001 – současnost

### 2003
26. září 2003 zasáhlo japonský ostrov Hokkaidó mohutné zemětřesení, které mělo sílu 8,3. Více než 800 lidí utrpělo zranění. Otřes také vyvolal 4 metry vysokou tsunami.

### 2004
23. října 2004 zasáhl prefekturu Niigata otřes o síle 6,6. Při otřesu zemřelo nejméně 68 lidí a tisíce dalších utrpěli zranění.

### 2008
14. června 2008 zasáhl oblast Tóhoku otřes o síle 6,9. Při zemětřesení zemřelo 12 lidí a stovky dalších utrpěli zranění.

### 2011
11. března 2011 zasáhlo největší japonský ostrov Honšú nejsilnější zemětřesení v historii Japonska. Zemřelo při něm více než 15 900 lidí. Otřes vyvolal tsunami o velikosti k 40 metrům, ostrov Honšú posunul o 2 metry a zemskou osu vychýlil přibližně o 16 cm.
7. dubna 2011 zasáhl prefekturu Mijagi otřes o síle 7,1. Byl to dotřes po zemětřesení, které mělo sílu asi 9,0 a došlo k němu o 1 měsíc dříve. Zemětřesení zabilo 4 lidi a 141 zranilo.

### 2012
7. prosince 2012 zasáhl západ Japonska otřes o síle 7,3. Epicentrum otřesu se nacházelo asi 200 kilometrů od pevniny. Zemětřesení vyvolalo asi 1 metr vysokou tsunami, kterou bylo možno pozorovat v prefektuře Mijagi. Při otřesu zemřeli 3 lidé.

### 2016
14. a 16. dubna 2016 zasáhly japonský ostrov Kjúšú otřesy o síle 6,2 a 7,0. Při otřesech zemřelo celkem 50 lidí a více než 3 000 dalších utrpělo zranění.

### 2018
6. září 2018 zasáhl nejsevernější japonský ostrov Hokkaidó otřes o síle 6,6 až 6,7. Za následek měl výpadek elektřiny na celém ostrově a masivní sesuvy půdy. Zemřelo více než 30 lidí a stovky utrpěly zranění.

### 2021
13. února 2021 zasáhly otřesy prefekturu Fukušima o síle 7,1 a 7,3. Za následek měly výpadek elektřiny, bez níž se ocitlo přes 950 000 domácností.